# Marvin Hier

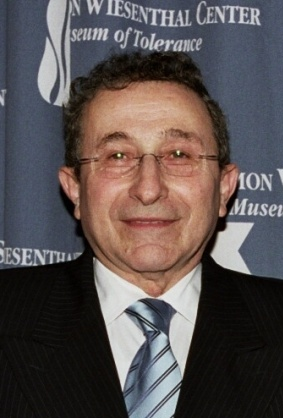
Marvin Hier (2013)

Rabbi Marvin Hier (* 1939 in New York) ist ein orthodoxer Rabbiner sowie Vorstand und Gründer des Simon Wiesenthal Center, des angeschlossenen Museum of Tolerance und von Moriah Films, der Filmgesellschaft der Organisation.

## Leben
Seine Eltern stammen aus Polen; sein Vater arbeitete als Lampenpolierer, nachdem er in die USA eingewandert war und sich 1917 in New York niedergelassen hatte. 1977, nachdem er Holocaustgedenkstätten in Europa besucht hatte, kam Hier nach Los Angeles, um das Simon Wiesenthal Center zu gründen. Unter seiner Führung wurde das Center eine der größten und führenden jüdischen Menschenrechtsorganisationen in der Welt. Das Center hat Zweigstellen in den US, Kanada, Europa, Israel und Argentinien.
Anlässlich der am 20. Januar 2017 erfolgten Amtsübernahme Donald Trumps, des 45. Präsidenten der Vereinigten Staaten, war er als offizieller Vertreter der jüdischen Religion eingeladen und hielt nach dem Amtseid eine kurze Ansprache. Hier war der erste orthodoxe Rabbiner, der jemals seinen Segen bei der Vereidigung eines US-Präsidenten gegeben hat. Dabei erinnerte er an Jerusalem und den Zionismus und zitierte Psalm 137:

„An den Strömen von Babylon, da saßen wir und weinten, wenn wir an Zion dachten. Wenn ich dich je vergesse, oh Jerusalem, dann soll mir die rechte Hand verdorren. [Im Original: By the rivers of Babylon we wept as we remembered Zion. If I forget thee, Oh Jerusalem, may my right hand forget its skill.]“

## Filmproduzent
Marvin Hier war Koproduzent von Ins Gelobte Land (The Long Way Home, 1997) und Koproduzent sowie Drehbuchautor von Genocide (1982), einem Holocaustdokumentarfilm. Im Jahre 1990 schrieb und koproduzierte er Echoes That Remain, eine Dokumentation über das Leben der Juden in Europa vor dem Zweiten Weltkrieg. 1994 produzierte er Liberation, was gleichzeitig die erste Produktion von Moriah Films darstellte.

## Ehrungen
- Oscar 1982 als Koproduzent und Drehbuchautor von Genocide zusammen mit Arnold Schwartzman
- Oscar 1998 als Koproduzent von Ins Gelobte Land (The Long Way Home) zusammen mit Richard Trank
- Weiterhin erhielt er einen Ehrentitel und wurde 1993 vom französischen Staatspräsidenten François Mitterrand zum Ritter des Ordre national du Mérite geschlagen.